# Luci Canini Gal (cònsol)
Luci Canini Gal (en llatí Lucius Caninius L. F. Gallus) va ser un magistrat romà. Era fill del tribú de la plebs Luci Canini Gal.
Va arribar a cònsol l'any 37 aC juntament amb Marc Vipsani Agripa. El 18 aC va ser triumvir monetalis.